# Église Notre-Dame-de-la-Nativité de Lassy
L'église Notre-Dame-de-la-Nativité est une église catholique paroissiale située à Lassy (Val-d'Oise), en France. C'est une petite église à vaisseau unique, qui conserve encore son chœur gothique de l'époque de la fondation de la paroisse, au XIIIe siècle. Cette partie est construite avec le même soin que les plus grandes églises de l'époque. L'abside a été retouchée vers le milieu du XVIe siècle, sans modifier sa structure ni porter atteinte à son esthétique. Le clocher latéral, trapu et rustique, abrite une cloche de 1733, et date sans doute de cette même époque. C'est au XVIIIe siècle également que la nef a été reconstruite et muni d'un sobre portail de style classique. Les mutilations que le chœur a subies lors de réparations maladroites, et l'absence de tout décor sculpté à l'extérieur n'ont pas justifié une protection au titre des monuments historiques de l'église à ce jour. La cloche et les fonts baptismaux de 1556 sont toutefois classés. L'église Notre-Dame est affiliée à la paroisse de Luzarches, et les messes dominicales y sont célébrées environ toutes les six semaines d'octobre à juin, le dimanche à 9 h 30.

## Localisation

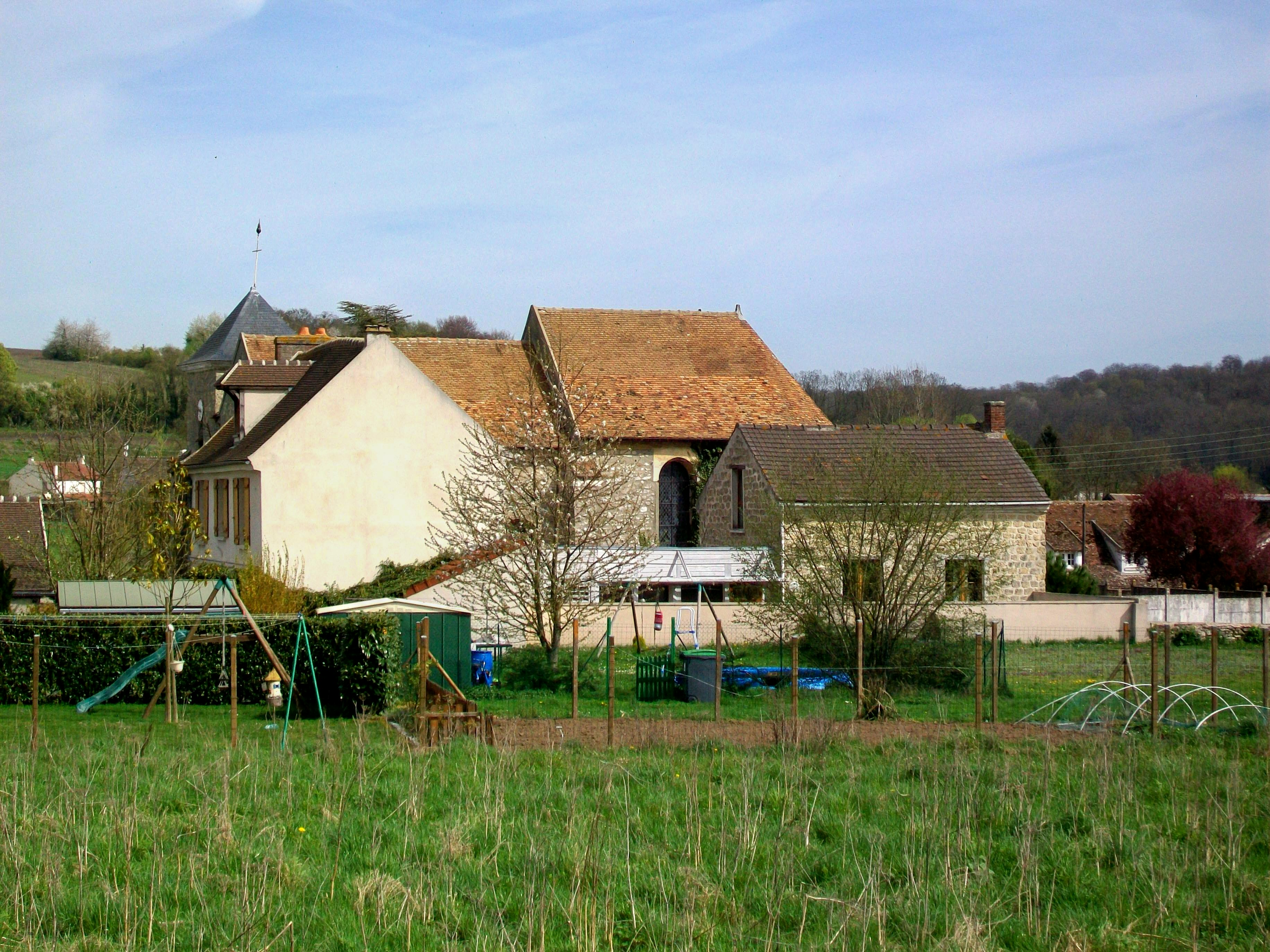
Vue depuis le sud, avec la mairie et l'ancienne école.

L'église Notre-Dame-de-la-Nativité se situe en France, en région Île-de-France et dans le département du Val-d'Oise, en parc naturel régional Oise-Pays de France, dans la vallée de l'Ysieux, sur la commune de Lassy, à la limite nord du village, sur la Grande-Rue, à côté de la mairie et face au carrefour avec la RD 47, qui relie le village à la RD 922. La façade occidentale est précédée d'un petit parvis engazonné, par lequel l'on accède également à la mairie. Celle-ci et la salle des fêtes, issue de la transformation de l'ancienne école, jouxtent l'élévation méridionale de l'église, qui n'est donc pas entièrement visible de loin. Par ailleurs, le terrain municipal compris entre la mairie et l'église n'est pas ouvert au public. L'élévation septentrionale est parallèle à la rue. Cependant, le cimetière de la commune entoure l'église au nord et à l'est.

## Histoire

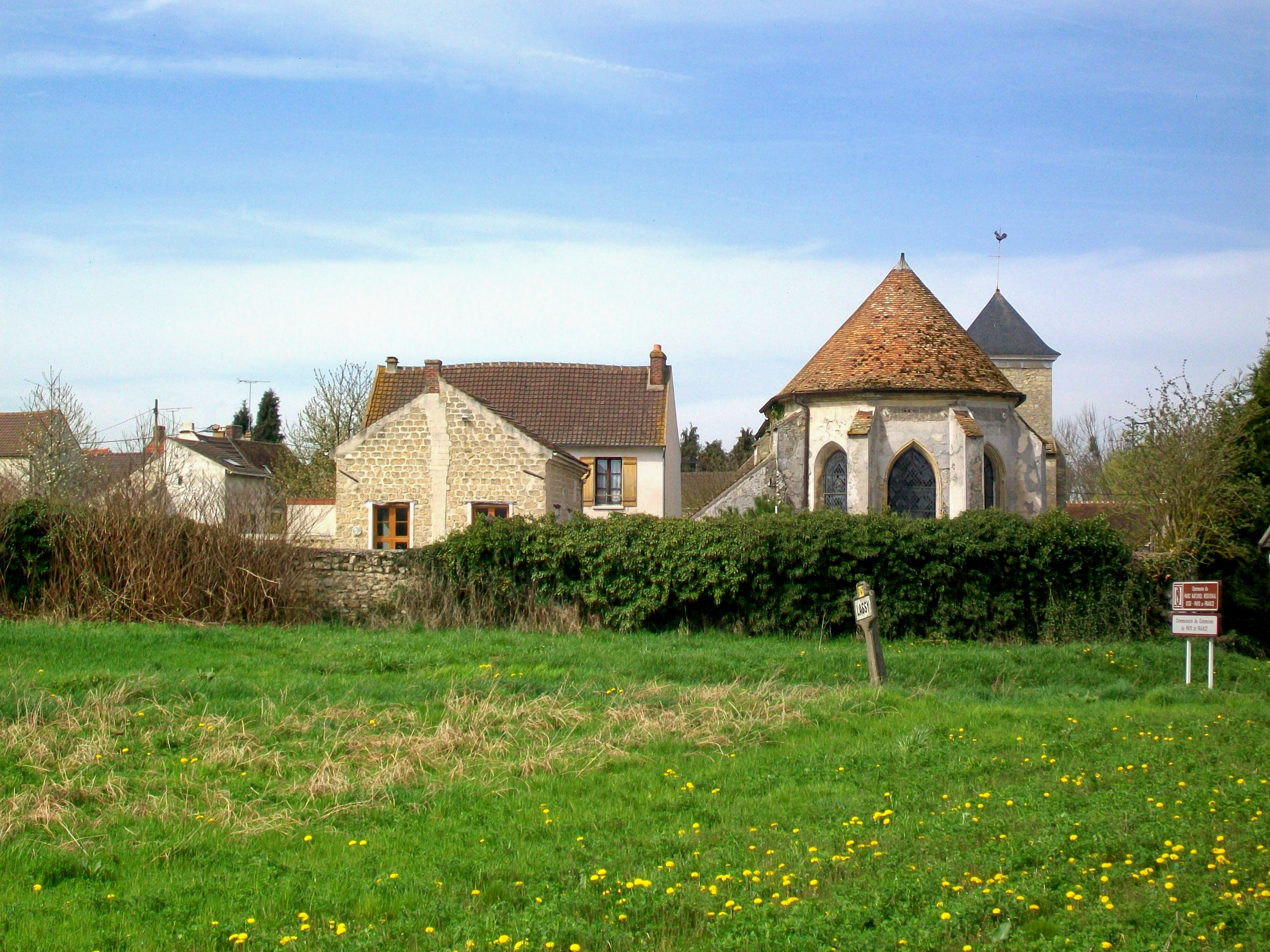
Vue depuis l'est.

L'église est dédiée à la Vierge Marie, sous le vocable particulier de la Nativité, fête célébrée le 8 septembre. Mathieu Lours suppose que la paroisse constitue un démembrement de celle de Luzarches. Elle est mentionnée pour la première fois dans un titre de l'abbaye d'Hérivaux de 1212, et figure dans le pouillé du XIIIe siècle. Sous tout l'Ancien Régime, le chapitre de la collégiale Saint-Côme de Luzarches reste le collateur de la cure. Généralement, les abbayes et chapitres entrent en possession des cures par le biais de donations effectuées par les seigneurs laïcs, qui se prétendaient initialement eux-mêmes patrons de la chapelle locale. En l'occurrence, l'on sait seulement qu'Étienne de Senlis, évêque de Paris mort en 1140, donne une part de la dîme de Lassy aux chanoines de Luzarches, ce qui explique au moins l'établissement d'un premier lien entre le village et le chapitre. Sur le plan de la hiérarchie ecclésiastique, la paroisse de Lassy relève du doyenné de Montmorency, et de l'archidiaconé et du diocèse de Paris jusqu'à la Révolution française. Elle est ensuite rattachée au nouveau diocèse de Versailles dont le territoire correspond à la Seine-et-Oise, puis est incorporée dans le nouveau diocèse de Pontoise lors de l'érection de celui-ci en 1966. Aujourd'hui, l'église Notre-Dame est affiliée à la paroisse de Luzarches, qui s'étend sur onze communes, et les messes dominicales y sont célébrées environ toutes les six semaines d'octobre à juin, le dimanche à 9 h 30.

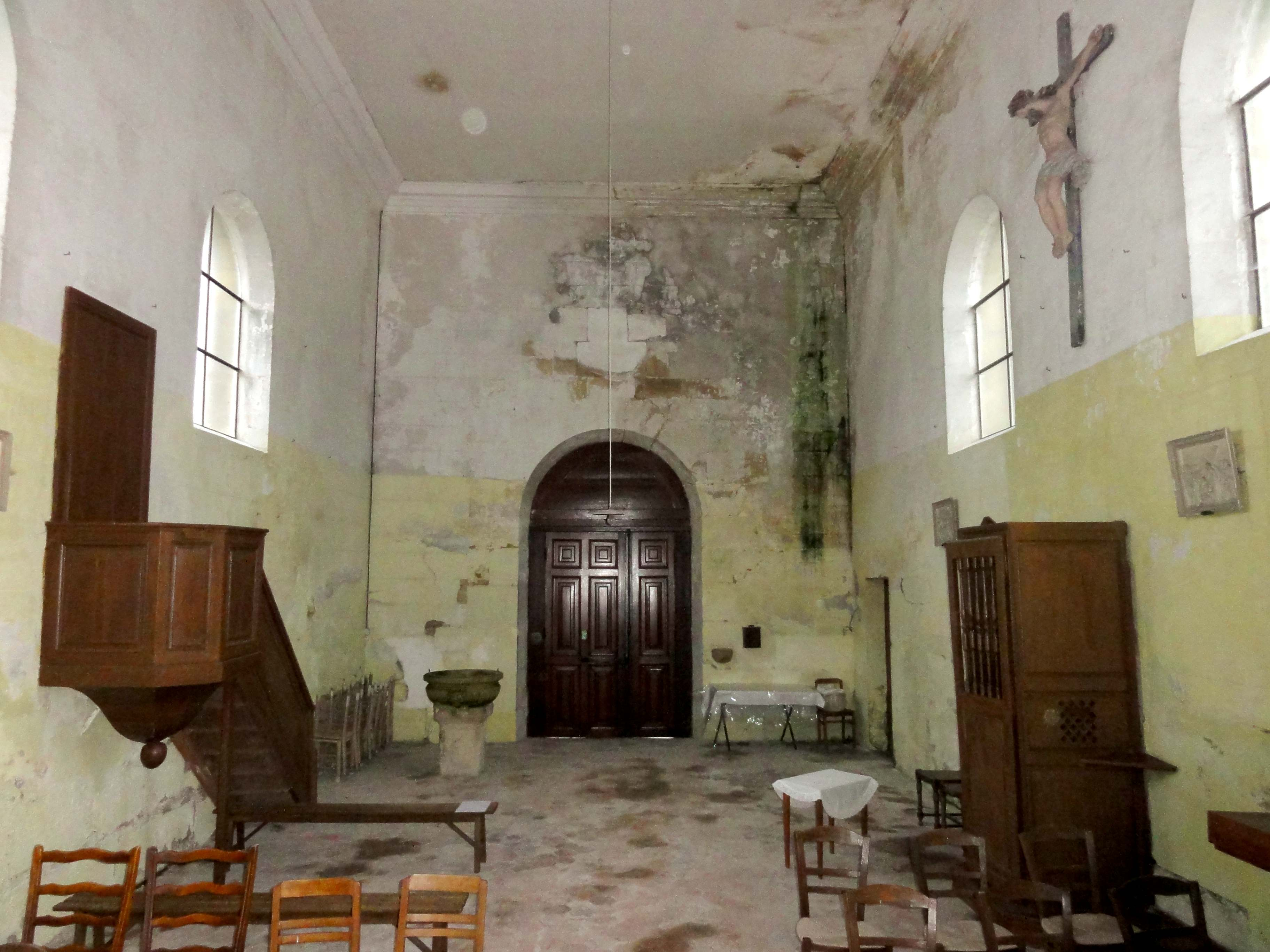
Nef, vue vers l'ouest.

Le chœur est toujours celui qui fut édifié après l'érection de la paroisse. Son style se situe à cheval entre la première période gothique, comme l'indique le profil des ogives de la première travée, et la période rayonnant, comme l'indiquent les fines colonnettes à chapiteaux qui encadrent les fenêtres. Le cimetière est béni le 24 juillet 1524 par François Poncher, évêque de Paris. Selon Catherine Crnokrak et al., le remaniement du chœur fait suite à des dommages subis sous les guerres de religion de la seconde moitié du XVIe siècle. Ces travaux consistent surtout en une revoûtement. La forme des chapiteaux est nettement gothique, et le profil émoussé des ogives correspond plus particulièrement à la fin de la période flamboyante, tandis que le décor sculpté des chapiteaux renvoie clairement à la Renaissance. Un doute plane toutefois sur l'authenticité des chapiteaux, car ceux au niveau de l'arc-doubleau intermédiaire ont été raccommodés à grand renfort de plâtre, et un décor en stuc y a été maladroitement appliqué à certains endroits. Il est bien possible que l'on ait procédé pareillement pour les chapiteaux de l'abside, mais avec davantage d'adresse. L'on ne peut exclure que ces réparations ne datent que du XIXe siècle, surtout si l'on considère la forme des corbeilles et l'absence de consistance dans la mouluration des tailloirs. Le clocher latéral, trapu et rustique, abrite une cloche de 1733, et date sans doute de cette même époque. C'est au XVIIIe siècle également que la nef est reconstruite et munie d'un sobre portail de style classique.

## Description

### Aperçu général
Régulièrement orientée, avec une légère déviation de l'axe de l'édifice vers le sud-est du côté du chevet, l'église répond à un plan à vaisseau unique, hormis pour le clocher bâti à gauche de la façade, au nord de la nef, mais sa base ne communique avec le reste de l'église que par une porte, et sert de débarras. Sinon, l'église se compose d'une nef unique non voûtée recouverte d'un plafond plat, et d'un chœur composé d'une première travée carrée et d'une abside à cinq pans. Le chœur est voûté d'ogives. Une sacristie est accolée à l'abside du côté sud. L'église n'a pas d'autre accès que le portail occidental de la nef. Le clocher est coiffé d'un toit en pavillon, et la nef et le chœur, de toitures à deux rampantes indépendantes, séparées par un pignon intermédiaire. Au chevet, la charpente se termine en cul-de-four.

### Intérieur

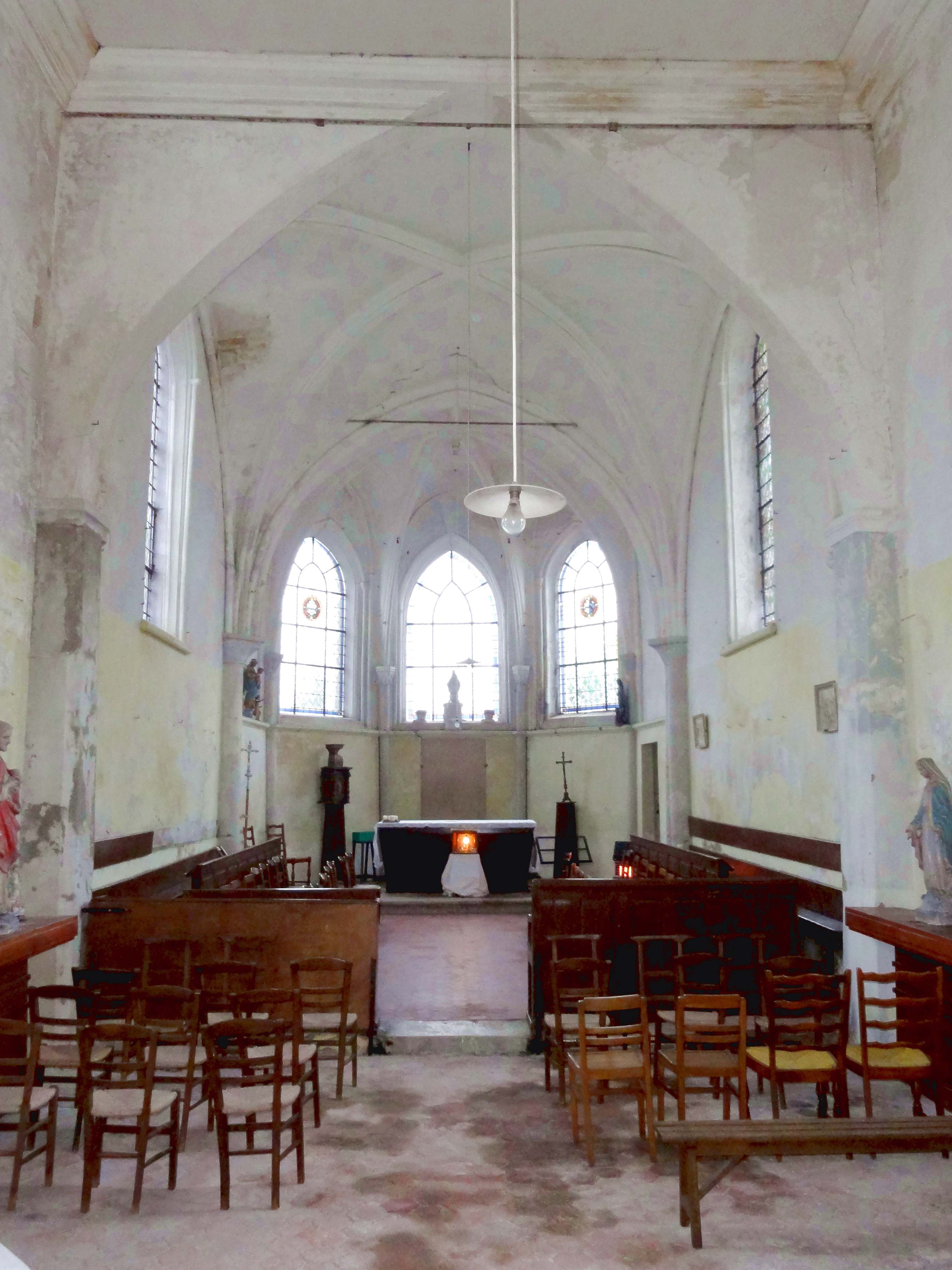
Nef, vue dans le chœur.

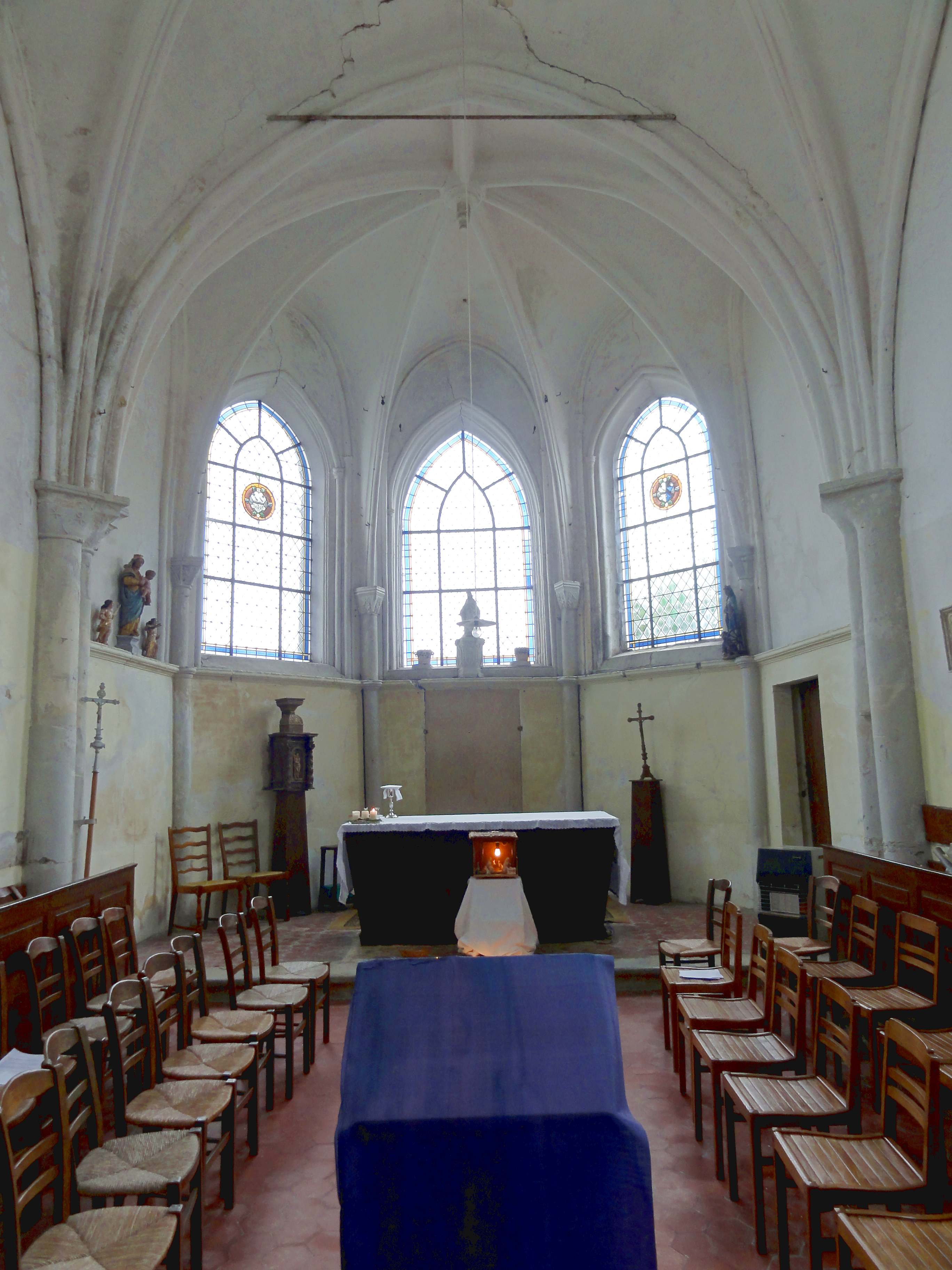
Chœur, vue vers l'est.

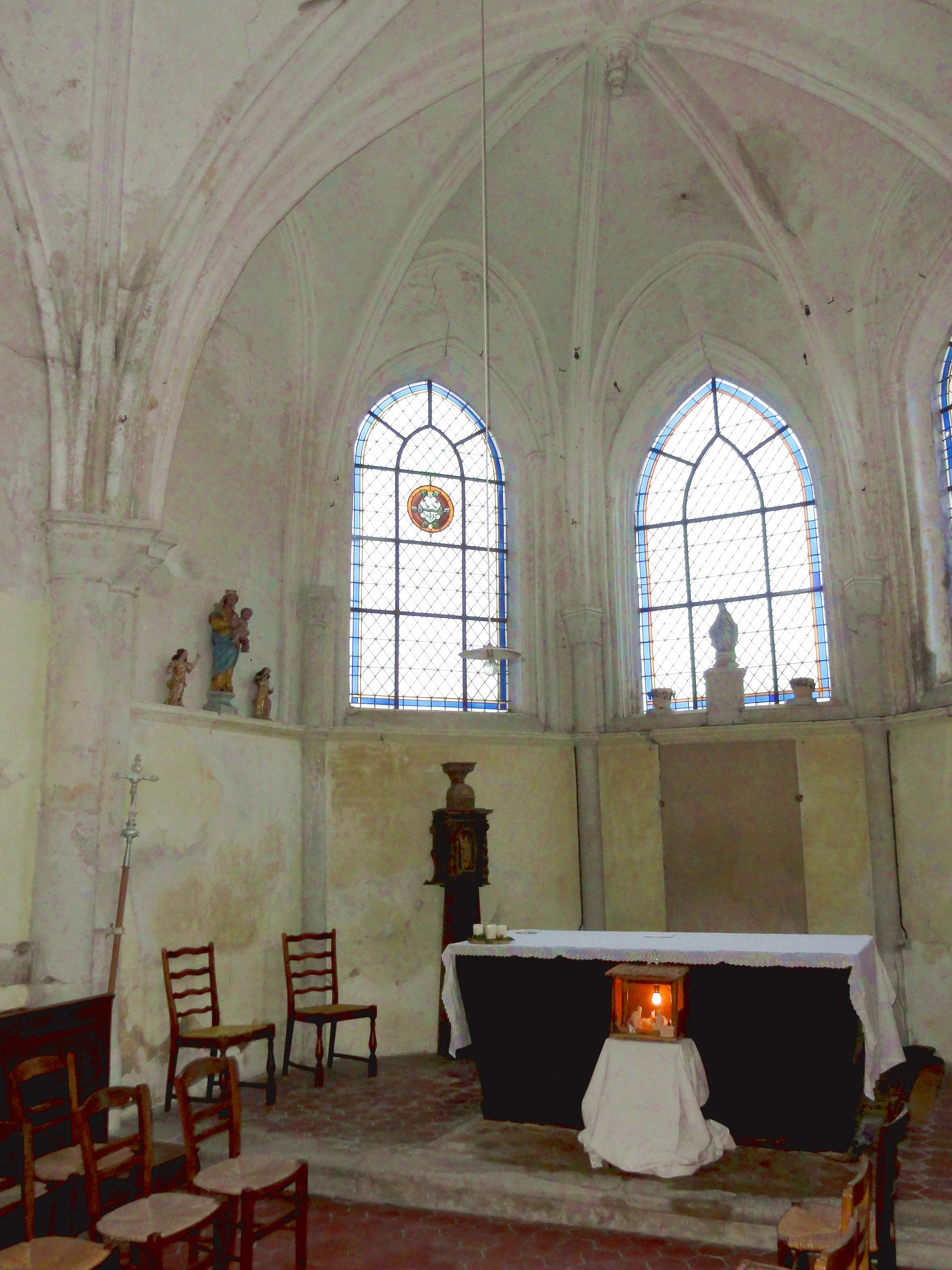
Abside, vue v. le nord-est.

Selon le baron Ferdinand de Guilhermy, la petite église de Lassy est « sans valeur » ; selon Mathieu Lours, « pour simple qu'elle paraisse, l'église de Lassy conserve d'intéressantes parties anciennes qui donnent une bonne idée de ce qu'était une petite église paroissiale rurale au sortir du Moyen Âge. […] Le décor de l'édifice montre qu'on avait recherché, dans la mesure des moyens disponibles, à lui prodiguer un décor relativement raffiné ». La nef est une simple salle rectangulaire, dont le plafond se situe à la même hauteur que le sommet des voûtes du chœur. La largeur est également calquée sur le chœur. L'intercommunication s'établit par un doubleau en arc Tudor, aux arêtes vives. Il dispose de tailloirs moulurés. Le mur occidental présente seulement le portail en plein cintre, et les deux murs latéraux sont ajourés chacun de deux baies en plein cintre non ébrasées, qui s'ouvrent chacune au-dessus d'un haut soubassement. Au début du mur septentrional, une petite porte rectangulaire donne accès à la base du clocher. Les murs se terminent par une corniche moulurée.
La première travée du chœur conserve sa voûte de la première période gothique. Elle est munie de minces formerets toriques, et ses ogives accusent une fine arête entre deux tores. Dans les quatre angles, les ogives et formerets retombent ensemble sur une colonnette appareillée à chapiteau. À l'intersection avec l'abside, la colonnette forme un faisceau avec une colonnette à chapiteau plus fine, réservée à une ogive de l'abside, et une grêle colonnette sans chapiteau, correspondant à un formeret latéral de l'abside. Assez curieusement, aucun fûts n'est réservé au doubleau séparant les deux travées du chœur. L'on trouve seulement un tailloir à bec (en pointe) et une corbeille de chapiteau coincée entre les corbeilles des deux chapiteaux voisins. Cette composition des supports est atypique, et manque de logique. Elle ne peut s'expliquer que par l'adjonction tardive de l'abside, de sorte que le chœur se terminait pendant quelque temps par un chevet plat après la première travée. Indépendamment de cet aspect, les tailloirs aussi bien que corbeilles ne conservent leur forme d'origine qu'en de rares endroits. Ce n'est que dans l'angle nord-est que le tailloir authentique s'est conservé. Il se compose, du haut vers le bas, d'une plate-bande, d'une baguette, et d'un cavet. La dernière corbeille restée indemne se trouve dans l'angle sud-ouest. Elle est sculptée de feuillages de belle facture. Partout ailleurs, les chapiteaux sont noyés dans le plâtre. Dans l'angle nord-est, deux étoiles et un cœur s'affichent à gauche de la corbeille. Ces motifs sont issus d'une restauration à l'époque moderne. Quelques formes mal définies émergent du plâtre à droite de la corbeille. Les deux fenêtres latérales posent également des problèmes stylistiques. Elles sont en plein cintre, et entourées d'un tore continu qui porte de petits chapiteaux non sculptés, tandis que l'intrados et les piédroits sont moulurés d'un cavet entre deux ressauts. L'arc en plein cintre n'est pratiquement plus utilisé après le début du XIIIe siècle, même si des exceptions existent, comme sur les chevets d'Éméville et Rieux. En même temps, le tore portant des chapiteaux ébauchés évoque la période rayonnante tardive, et la mouluration de l'intrados, la période classique. Par ailleurs, elle est très irrégulière, et semble avoir été réalisée en plâtre. Contrairement à l'usage, le seuil est également mouluré d'un tore. L'abbé Lebeuf dit que les vitrages actuels datent du XVIIe siècle. Ils sont apparemment toujours en place, comme l'indiquent les ferrures et la bordure en verre bleu et jaune. C'est donc lors de la pose de ces vitrages que les fenêtres ont reçu leur forme actuelle.
L'abside commence par le doubleau déjà signalé, mouluré de trois tores accolés, et dépourvus de supports réguliers. Son profil correspond à la première période gothique. Il n'a donc pas été refait lors du remaniement de l'abside après les guerres de religion. Les six branches d'ogives de l'abside rayonnent d'une manière un peu irrégulière autour d'une clé de voûte centrale, qui arbore au milieu un petit cabochon sans grâce, et est sculpté d'une tresse entourée de plusieurs moulures. Le profil des ogives se compose d'un petit tore cylindrique entre deux moulures concaves, dégagées par deux étroites gorges d'une large arête saillante à l'arrière-plan. Ce n'est plus un profil torique proprement gothique. Les ogives retombent sur des colonnettes à chapiteaux. Mathieu Lours attire l'attention sur les quatre chapiteaux dans les angles de l'abside. Leurs tailloirs sont à bec, et se présentent donc par un angle saillant. Ils sont moulurés de trois baguettes, voire de quatre au sud-est, ce qui est un profil tout à fait atypique, quelle que soit la période. Les corbeilles possèdent deux faces obliques, et deux autres faces incomplètes, sauf à droite de la baie d'axe. Elles sont sculptées des éléments suivants : des cordes aux angles et des motifs végétaux très simples et fortement stylisés sur les faces ; « un décor moulé sur panneau de bois de style flamboyant (reféction du XVIe siècle » (Mathieu Lours) de part et d'autre de la baie d'axe ; et des crochets mal dégrossis ou des volutes aux deux angles latéraux. Ce pourraient être les vestiges d'un chapiteau du XIIIe siècle, dont le reste du décor aurait été abattu, disparu sous des couches de plâtre. Près du doubleau, les formerets retombent jusqu'au sol, et ne portent pas de chapiteaux ; dans les angles du chevet, ils sont munis de petits chapiteaux-tuyau ébauchés, et retombent sur le larmier qui court à la limite des allèges. Il n'y a pas de fenêtres dans la partie droite de l'abside. Les trois fenêtres du chevet sont loin d'atteindre la hauteur des formerets, et sont donc à leur tour entourés d'un tore, conformément à la disposition signalée dans la première travée. En différence avec celle-ci, les fenêtres sont toutefois en tiers-point, et un petit nombre de chapiteaux est sculpté de feuilles simples disposées en chevrons. Selon Mathieu Lours, « dans l'embrasure de la fenêtre sud-est, on voit une frise sculpté représentant un décor végétal stylisée. Dans la baie voisine [laquelle ?], il s'agit d'une véritable frise de pampres ». Le même auteur signale un décor peint en faux-appareil. Rien de tel n'est visible sur place.

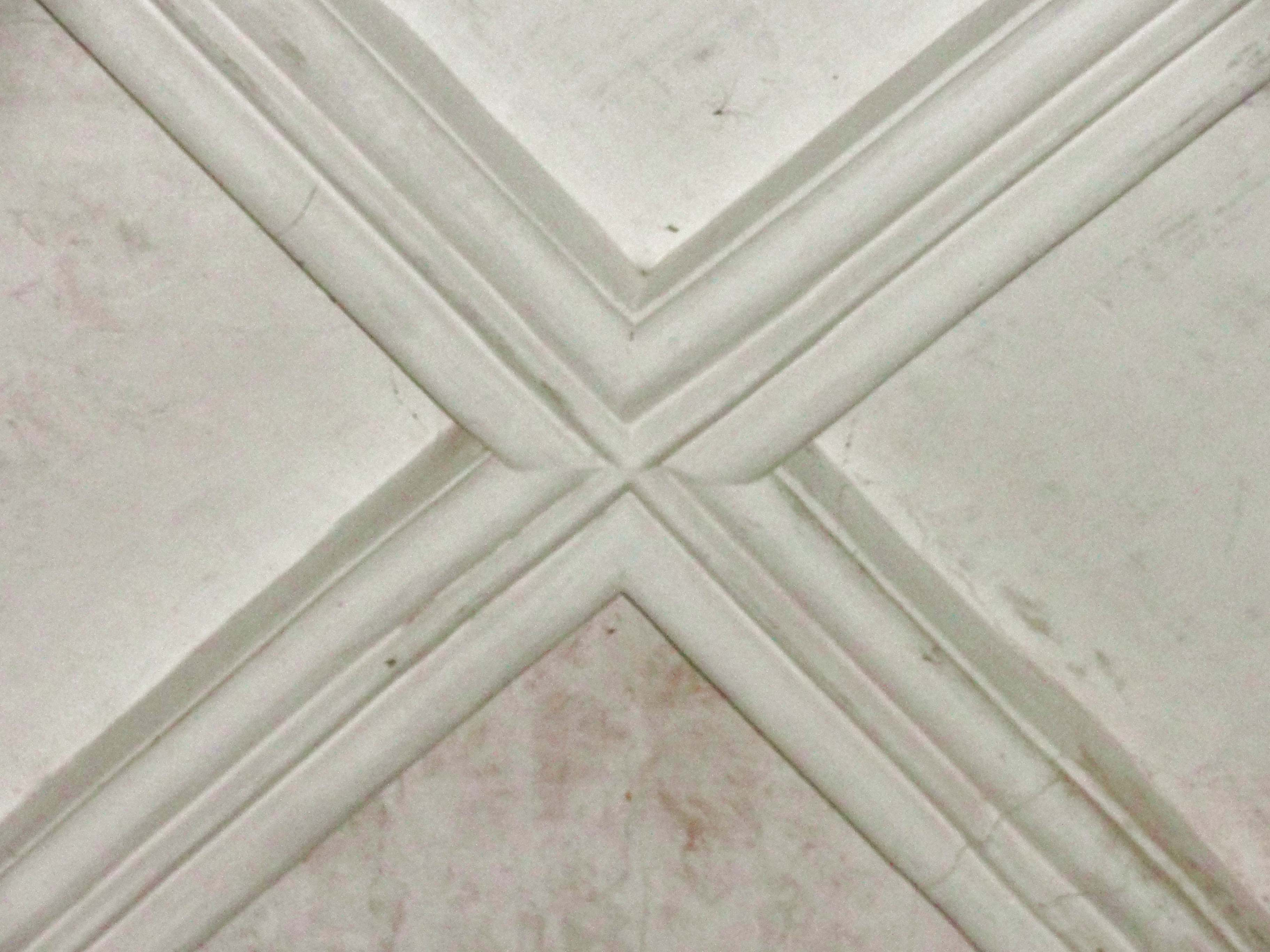
Chœur, 1re travée, clé de voûte.
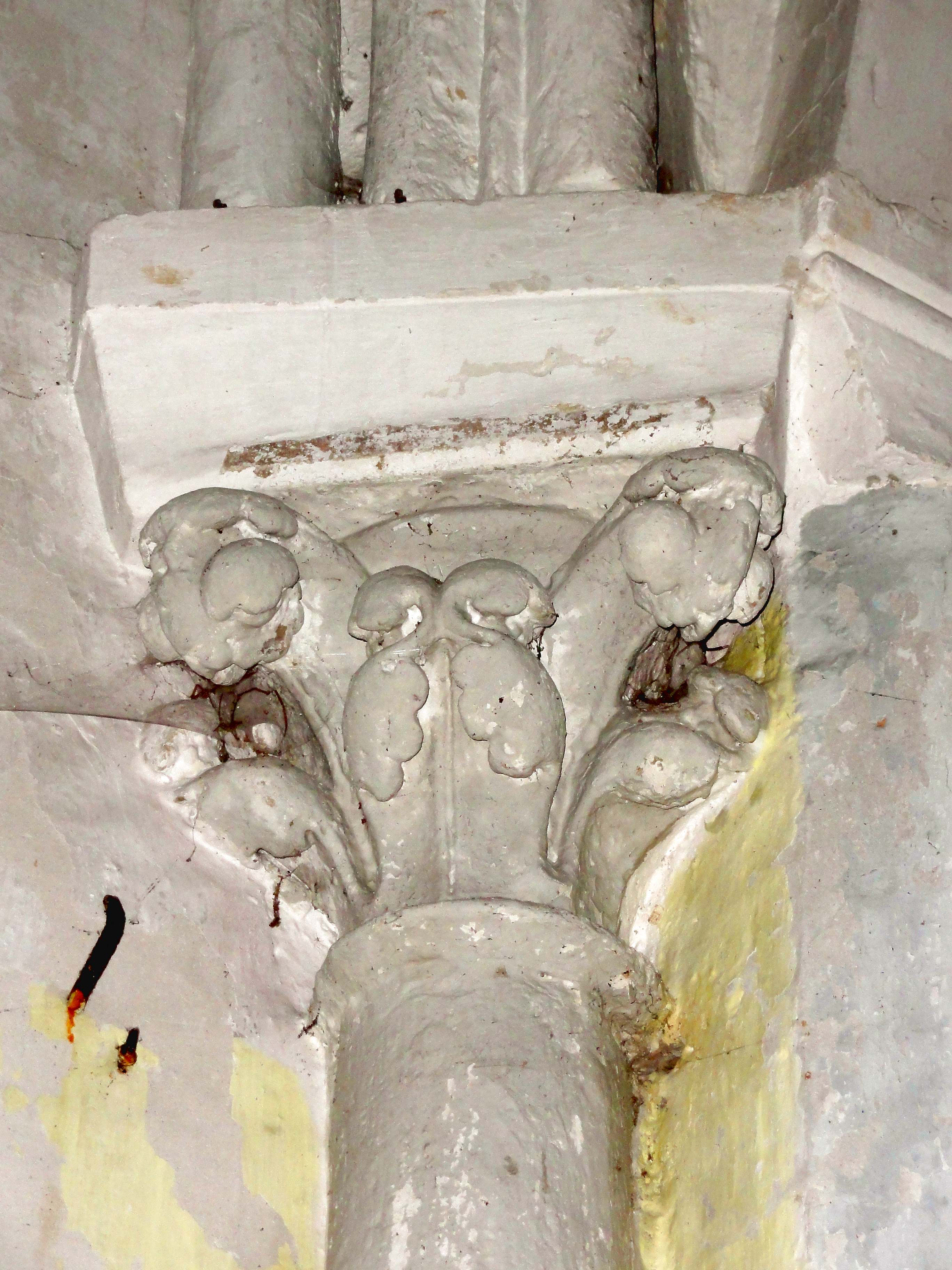
Chœur, 1re travée, chapiteau dans l'angle sud-ouest.
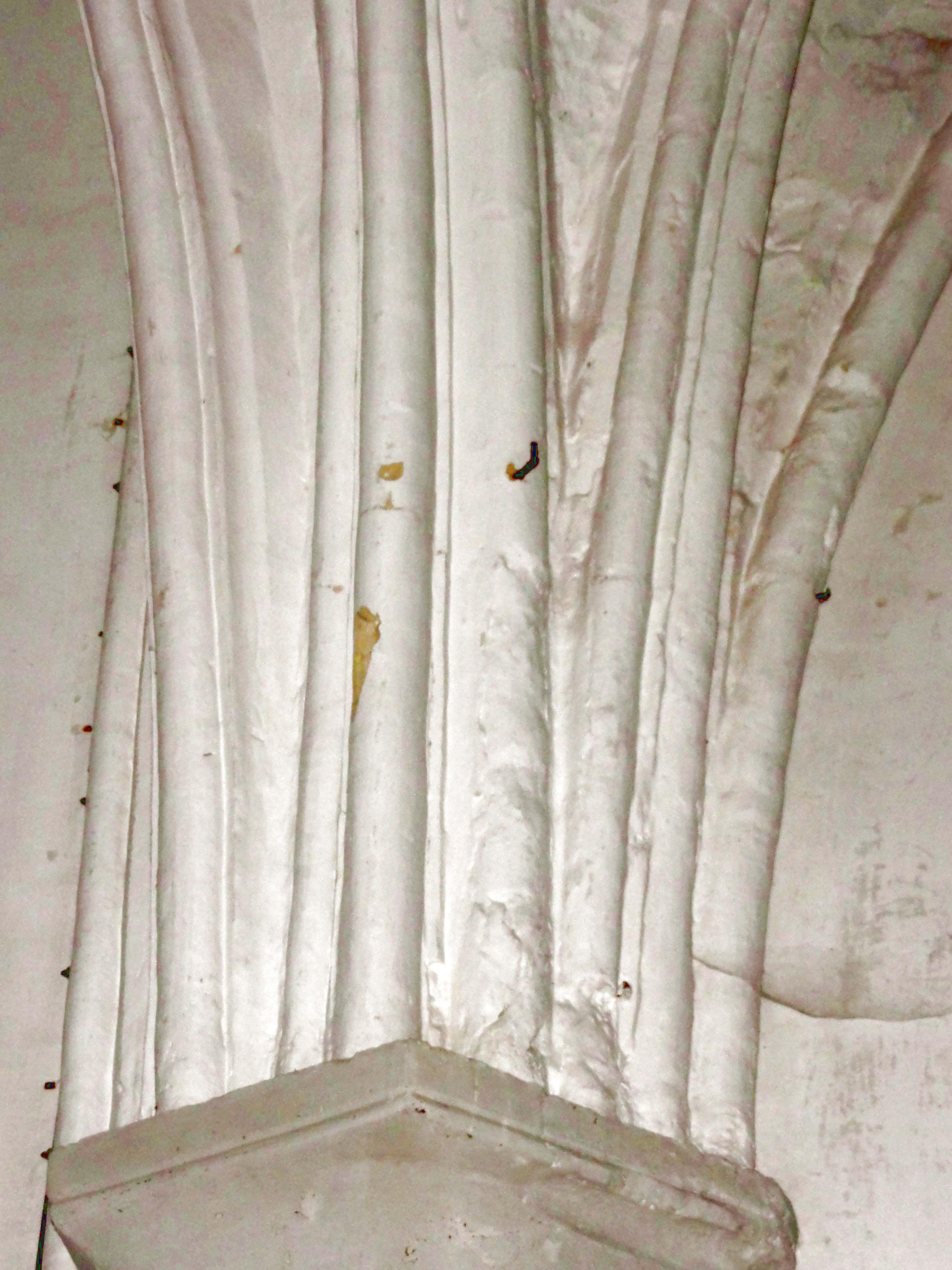
Retombées des voûtes à l'intersection des travées.
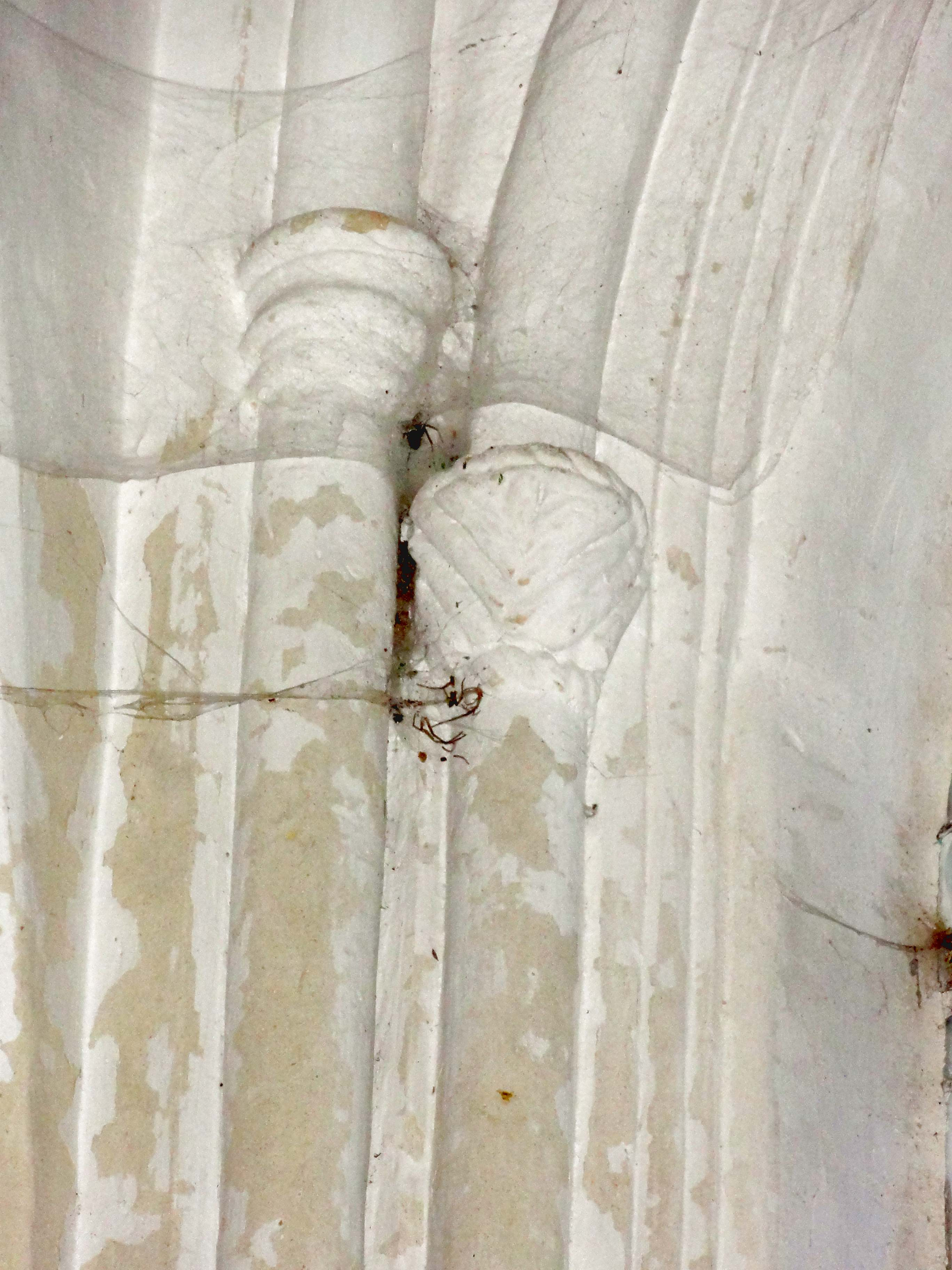
Abside, chapiteaux de la baie nord-est.
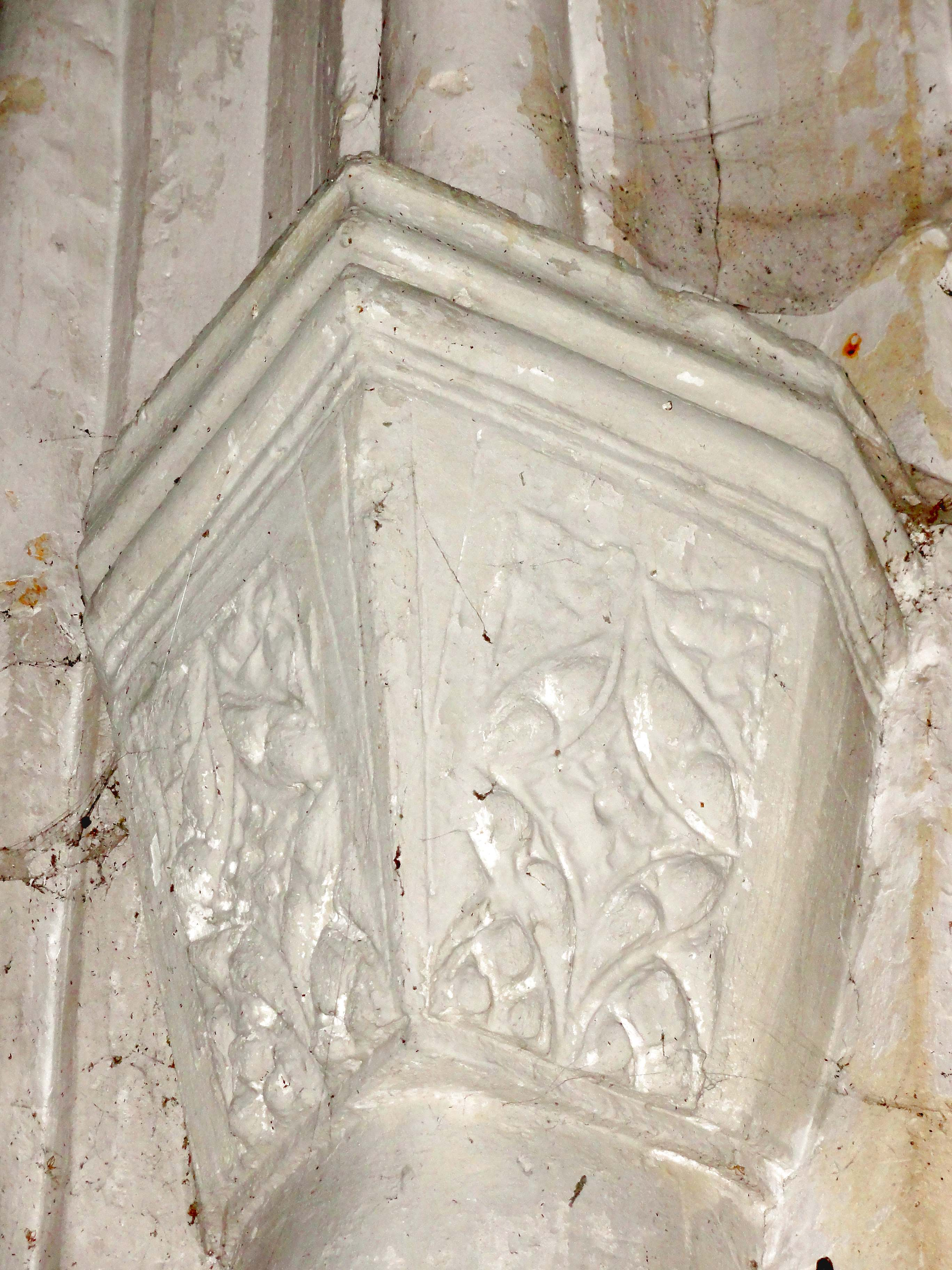
Abside, chapiteau à droite de la baie d'axe.
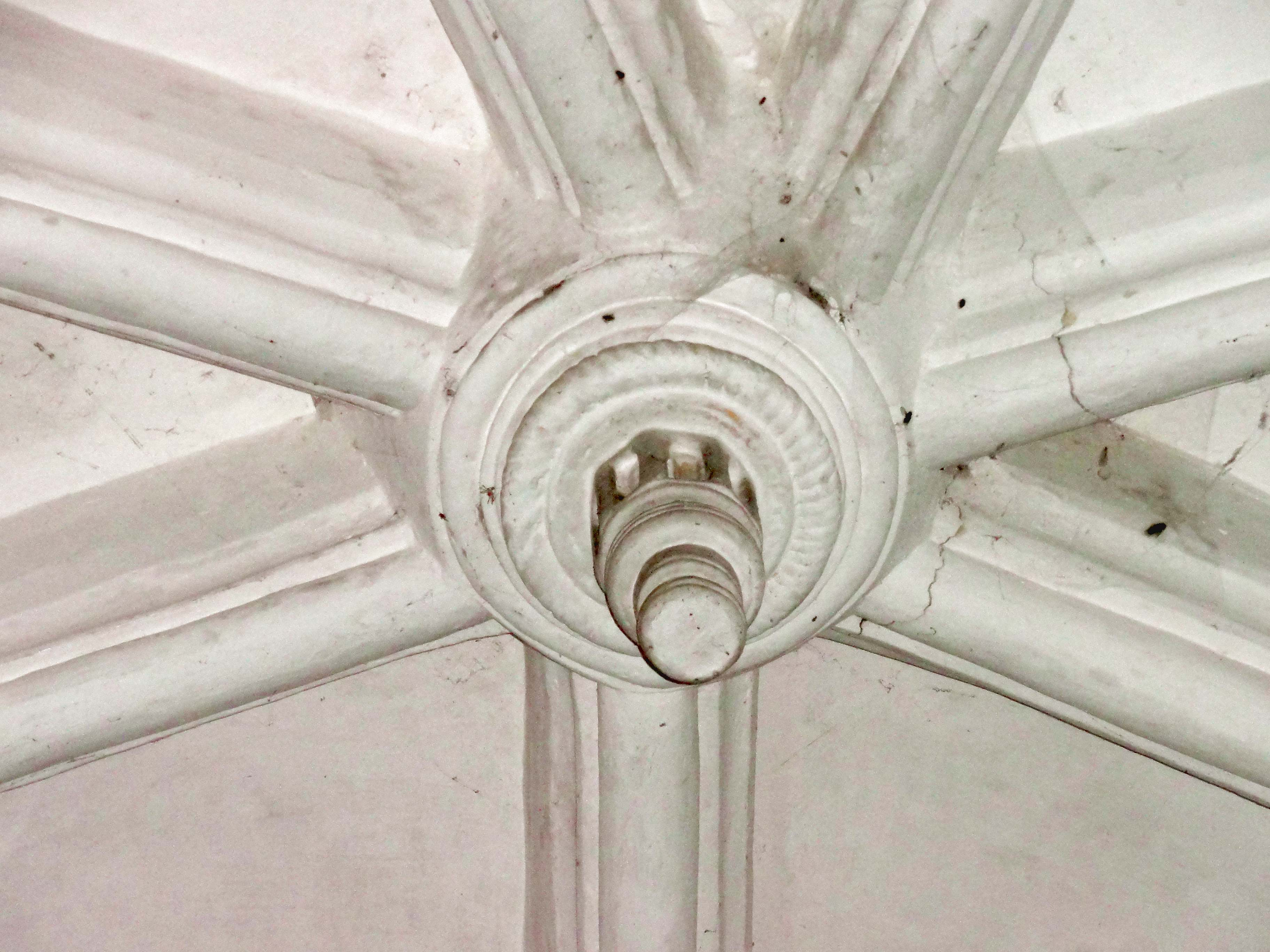
Abside, clé de voûte.

### Extérieur

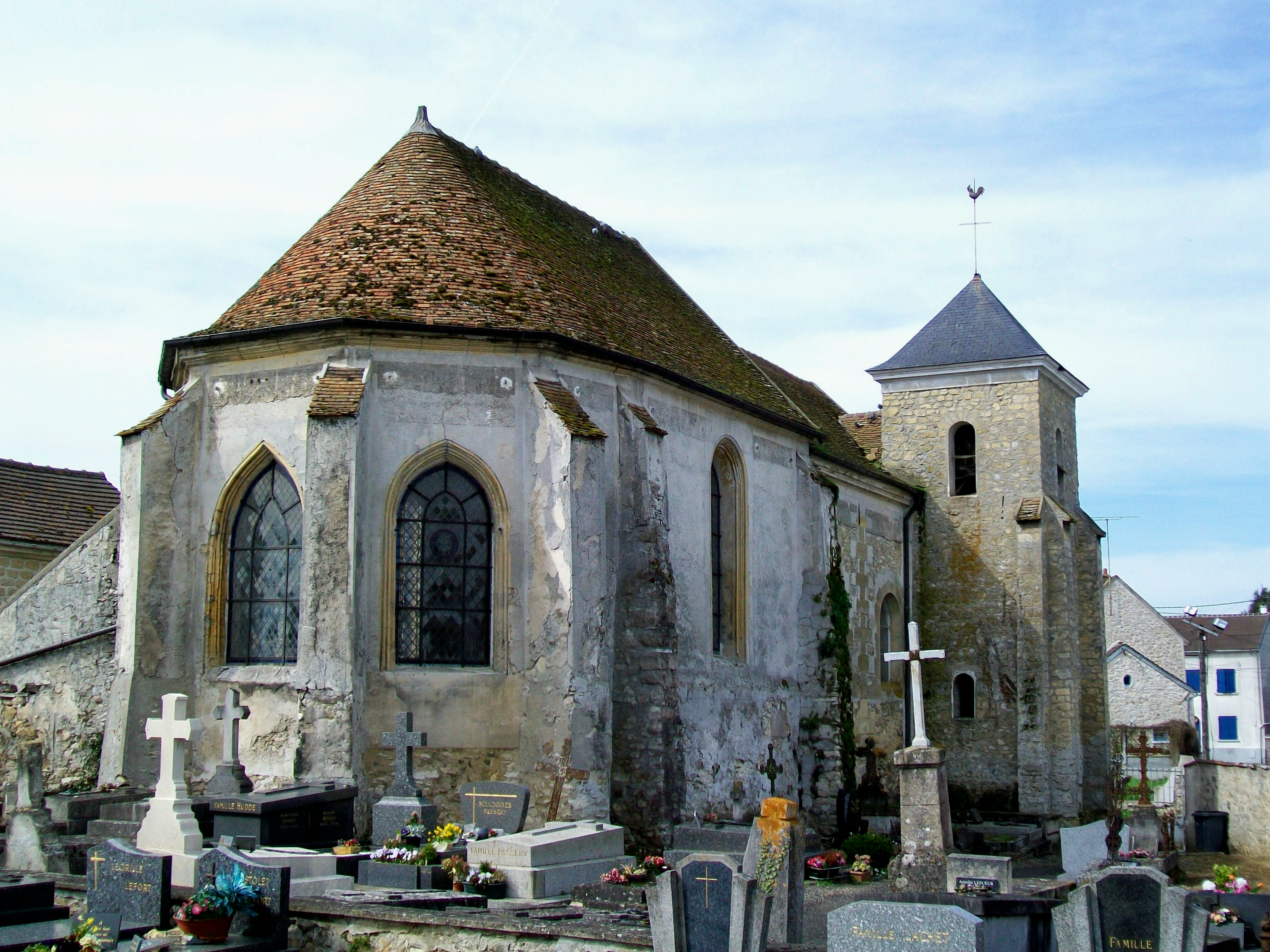
Vue depuis le nord-est.

La façade occidentale des alentours de 1730 est bâtie en moellons comme tout le reste de l'église, et était certainement destinée à être enduite. Son ornementation se limite à l'encadrement du portail, qui est réalisé en pierre de taille. Il se compose de quelques moulures sur l'extrados ; de deux pilastres doriques ; et d'une corniche supportant un fronton en arc de cercle. À la naissance du pignon, le mur est percé d'un petit oculus pour l'aération du comble. Le sommet du pignon dépasse les maçonneries du clocher. Il n'y a pas de contrefort à droite de la façade. Celui à gauche appartient au clocher. En outre, la tour est épaulée par deux contreforts orthogonaux aux angles nord-ouest et nord-est. Ces contreforts atteignent les deux tiers de la hauteur des murs, et s'amortissent par des glacis recouverts de tuiles. Il n'y a aucun moyen de scansion horizontale. Le rez-de-chaussée est éclairé par une petite baie à l'est, et l'étage intermédiaire, par un œil-de-bœuf à l'ouest. L'étage de beffroi est ajouré d'une unique baie en plein cintre par face, sans aucune décoration. Celle-ci se limite à une corniche fortement saillante aux multiples strates de modénature. Les murs gouttereaux de la nef sont pourvues d'une corniche analogue. Les pourtours des deux fenêtres par côté sont appareillés en pierre de taille, et il y a des chaînages en pierre de taille. Toute l'élévation septentrionale et le chevet sont imprégnés d'humidité, et en fort mauvais état. Les murs du chœur sont enduits, mais l'enduit s'effrite et tombe. Rien n'indique vraiment l'architecture gothique. La corniche moulurée d'un profil assez complexe date vraisemblablement du revoûtement après les guerres de religion. Les contreforts se terminent également par des glacis recouverts de tuiles. La mouluration autour des fenêtres est similaire qu'à l'intérieur de l'édifice, mais les tores ne portent pas de chapiteaux.

## Mobilier

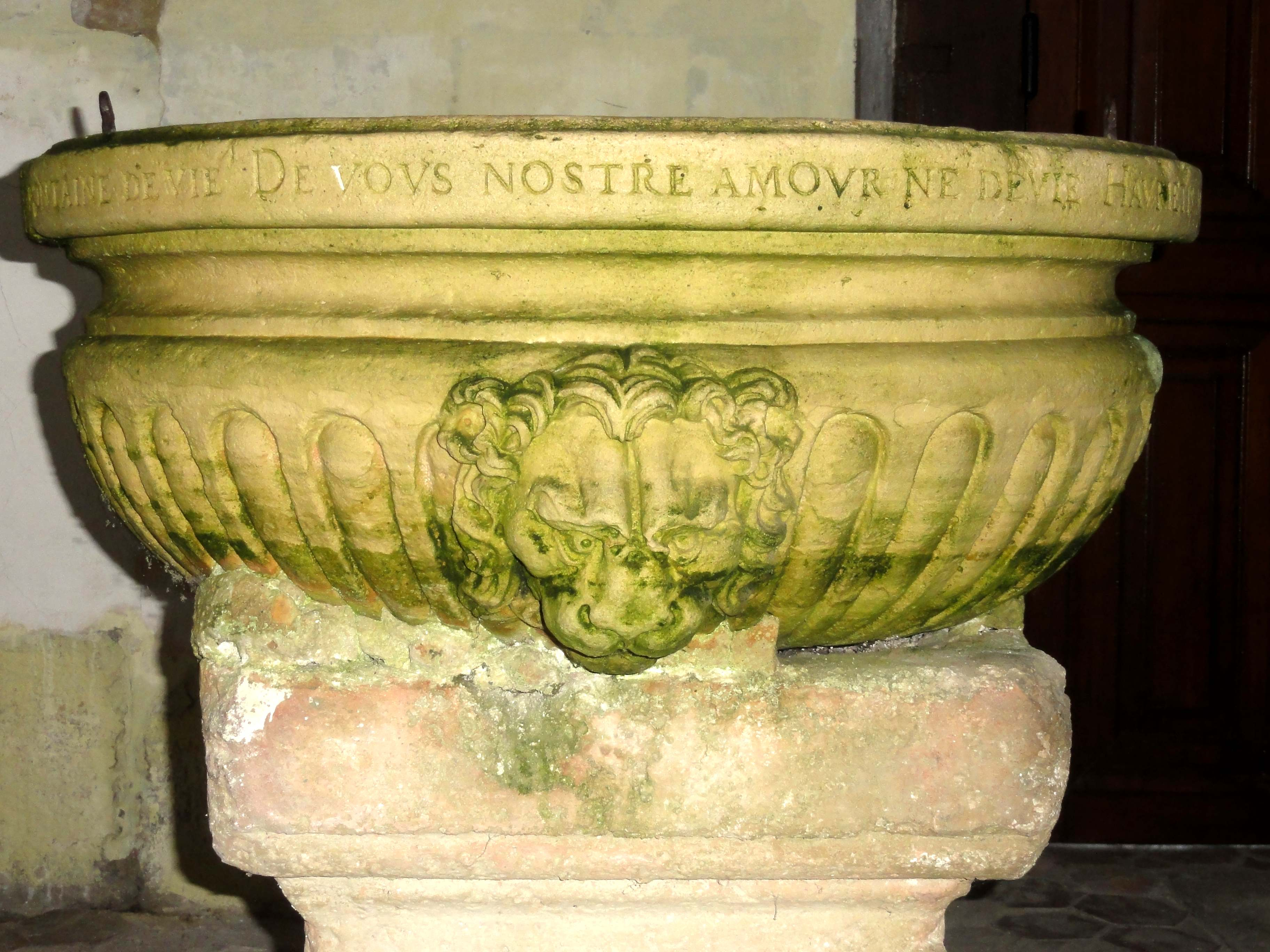
Cuve baptismale de 1556.

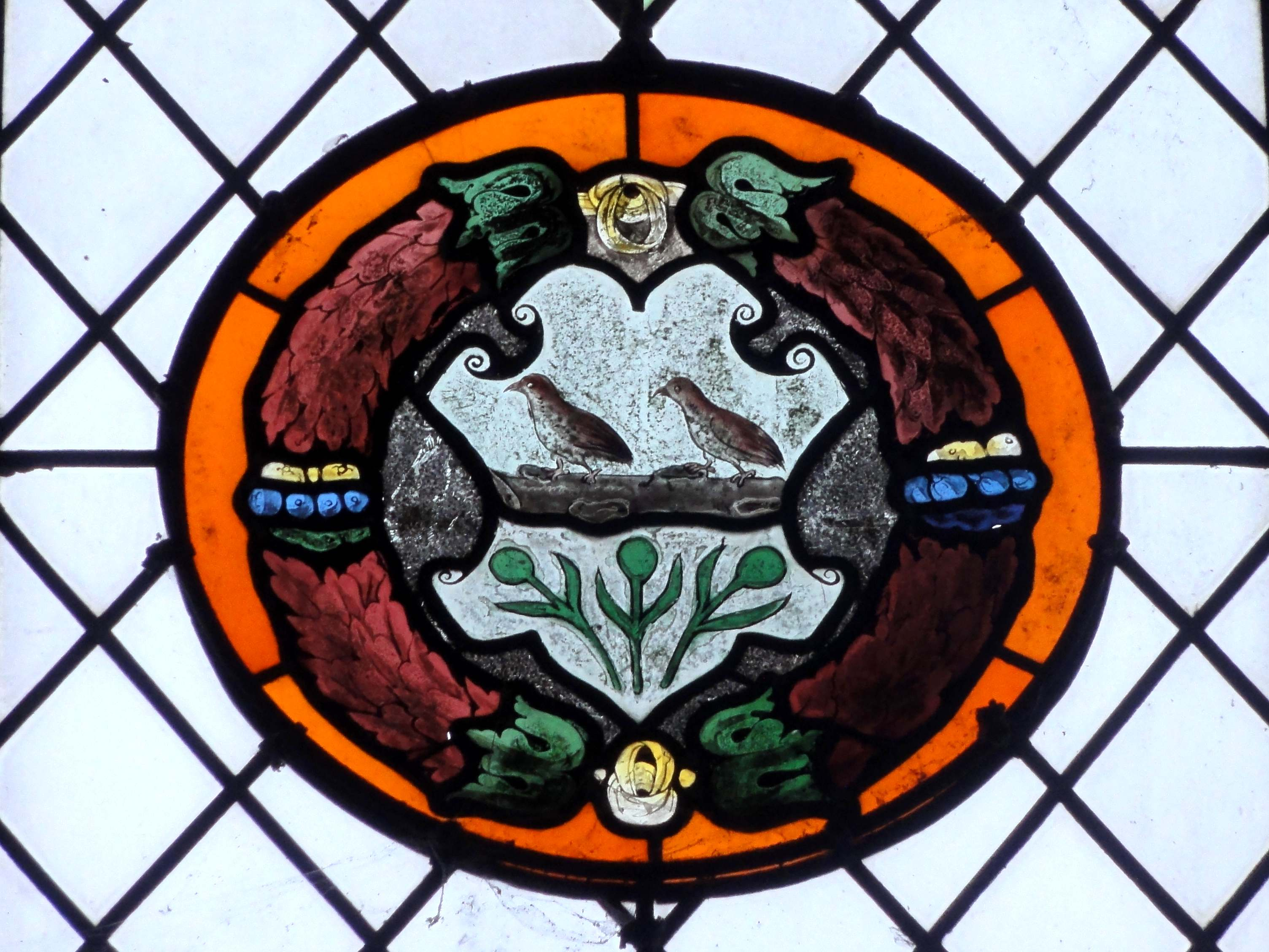
Vitrail du XVIIe siècle.

Parmi le mobilier de l'église, deux éléments sont classés monument historique au titre objet, en l'occurrence la cloche de 1733 et les fonts baptismaux. La cloche porte l'inscription suivante : « LAN 1733 IAY ETE BENITE PAR ME IACQUES DESPREZ CURE DE LASSY ET IAY EU POUR PARAIN MONSEIGNEUR MATHIEU MOLE PRESIDENT A MORTIER SEIGNEUR DE LASSY ET AUTRES LIEUX & POUR MARENE ». Ici s'arrête l'inscription, soit en raison d'un défaut de fabrication, soit parce qu'elle a été martelée à la Révolution.
Des fonts baptismaux de 1556, seul subsiste la cuve en pierre de taille. Le pied est moderne et rapporté. La cuve est de plan circulaire et mesure 83 cm de diamètre. La bordure est profilée, du haut vers le bas, d'une plate-bande en encorbellement, et d'une scotie entre deux listels. La partie inférieure de la cuve est sculptée de godrons, ainsi que de deux têtes de lion. Le principal intérêt de l'œuvre réside de l'inscription gravée sur la plate-bande de la bordure, en une seule ligne. Sa particularité, rare à l'époque, est d'être rédigée en partie en français, en partie en latin. Elle se lit comme suit : « BON IHS FONTAINE DE VIE. DE VOVS NOSTRE AMOVR NE DEVIE. HAVRIETIS AQVAS IN GAVDIO DE FONTIBVS SALVATORIS ». Suivent le nom du prophète Isaïe en hébreu, puis en latin ; ensuite la mention du passage de l'Ancien Testament dont la phrase en latin est tirée, Ésaïe 12,3 (traduction : Vous puiserez des eaux avec joie aux sources du salut) ; et enfin la date, décembre 1556. — Ferdinand de Guilhermy observe qu'un bénitier en plomb de la fin du IVe siècle tiré des ruines de Carthage porte le même verset du livre d'Isaïe sur sa bordure, mais en grec. La cuve est classée depuis juillet 1912. Elle souffre des importantes remontées d'humidité dans l'église. La base est très abîmée, marquée par des effritements à certains endroits et rongée par le salpêtre, et des algues vertes sont présentes sur la cuve.
Au milieu du XVIIIe siècle, l'abbé Lebeuf mentionne la particularité que le confessionnal se situe en dessous de la chaire à prêcher, mais ces deux éléments ont été remplacés depuis la Révolution. La chaire actuelle a perdu son abat-voix, et le confessionnal, ses loges latérales. Le mobilier de l'église est aujourd'hui peu fourni, mais cela n'a pas toujours été le cas ; en témoigne par exemple le tabernacle cantonné de deux colonnettes torsadées baroques, qui constitue manifestement le vestige d'un ensemble plus important. Quelques autres éléments méritent néanmoins l'attention. Sur le plan du statuaire, l'on peut notamment signaler une statuette en bois polychrome de sainte Catherine d'Alexandrie, qui date du XVIe siècle. La martyr est représentée avec une roue brisée, son attribut et instrument de son martyre, et foule des pieds l'empereur Maximien Hercule, son persécuteur. Les deux mains de sainte Catherine sont aujourd'hui brisées. D'après des témoignages anciens, elle tenait jadis un livre ouvert. Cette œuvre est inscrite au titre des monuments historiques depuis 1987. D'autres statues anciennes sont une Vierge à l'Enfant et deux anges adorateurs, également en bois polychrome.
D'un intérêt historique certain est l'ensemble de vitrages du XVIIe siècle, qui conserve ses ferrures d'origine. Ces verrières sont constituées pour l'essentiel de verre blanc, avec des bordures en verre bleu, accompagnées d'un filet de verre jaune. Elles remontent à une époque quand la peinture sur verre avait presque disparu. Les deux verrières à gauche et à droite de l'abside possèdent toutefois des médaillons représentant des écussons sous la forme de cuir découpés, entourés d'une guirlande, et s'inscrivant dans un médaillon orange. Les armoiries restent à identifier. — Une dalle funéraire à effigies gravées a été redressée contre le soubassement de la baie d'axe du chevet. Elle n'est pas signalée par Ferdinand de Guilhermy, ni par les autres auteurs. Le tiers supérieur est presque entièrement effacé, mais l'on reconnaît encore assez bien deux chanoines représentés de face et en pied, les mains rejointes pour la prière, et vêtus de chasuble ornés d'orfrois richement brodés.

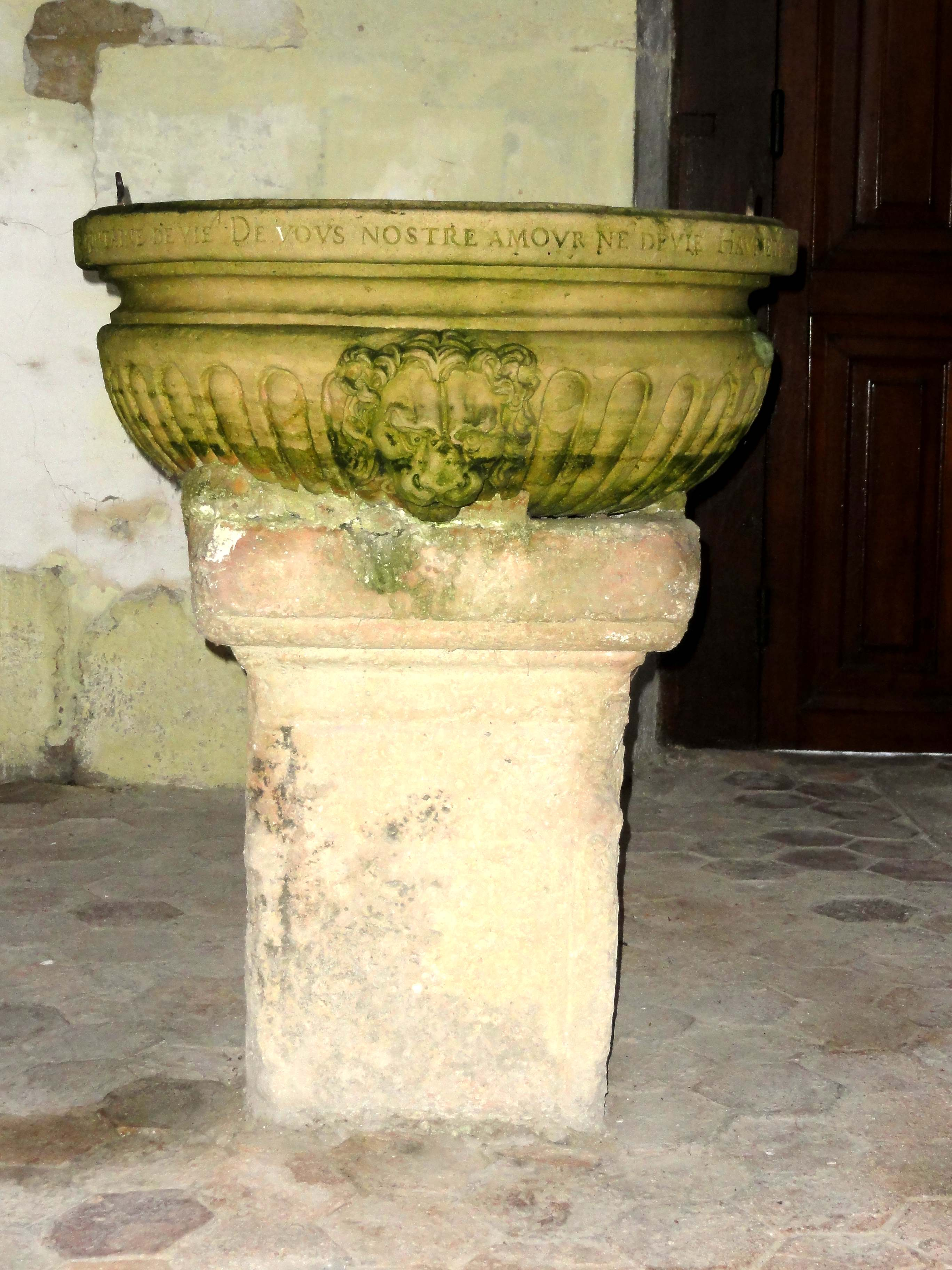
Fonts baptismaux.
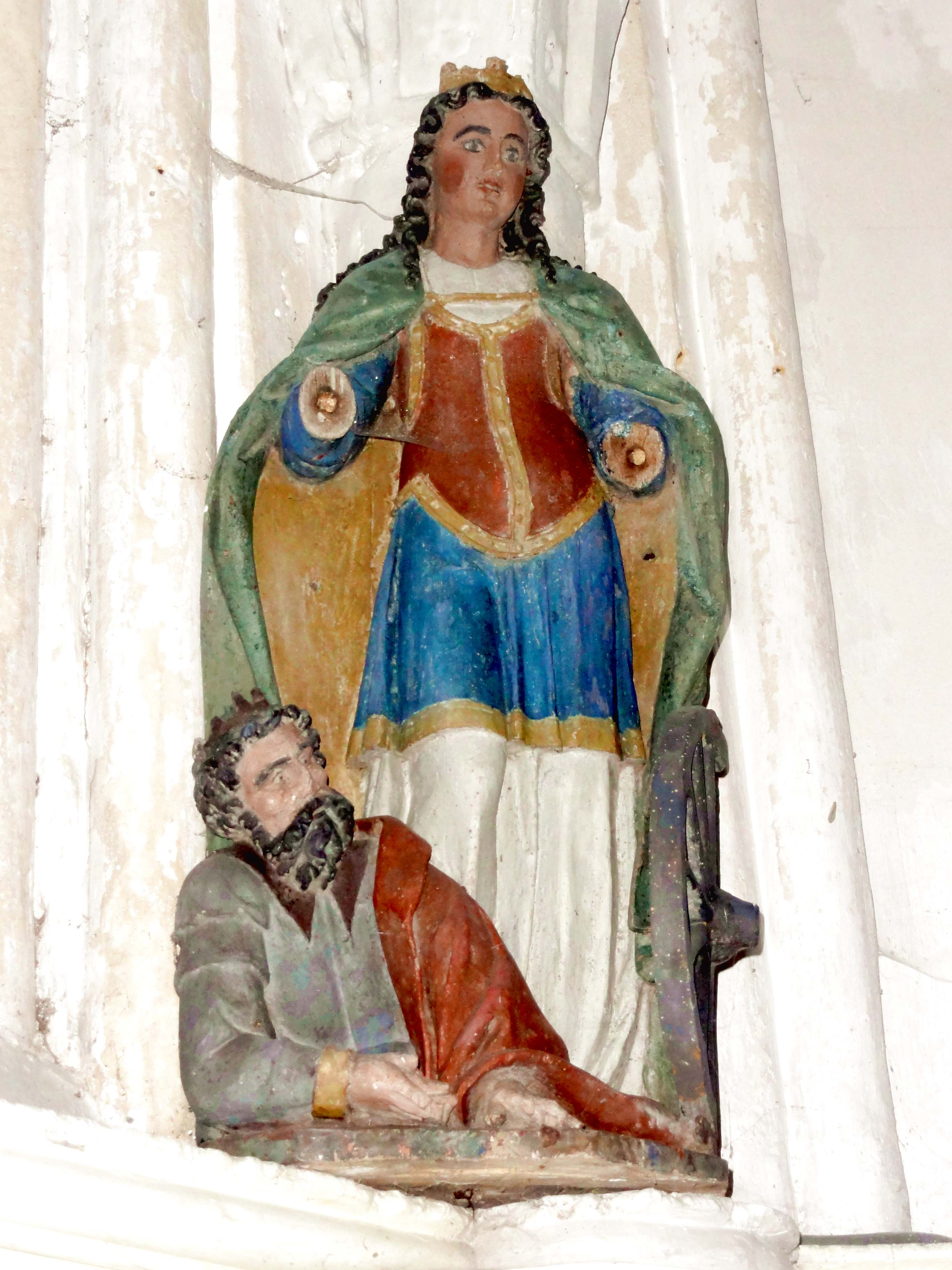
Sainte Catherine.
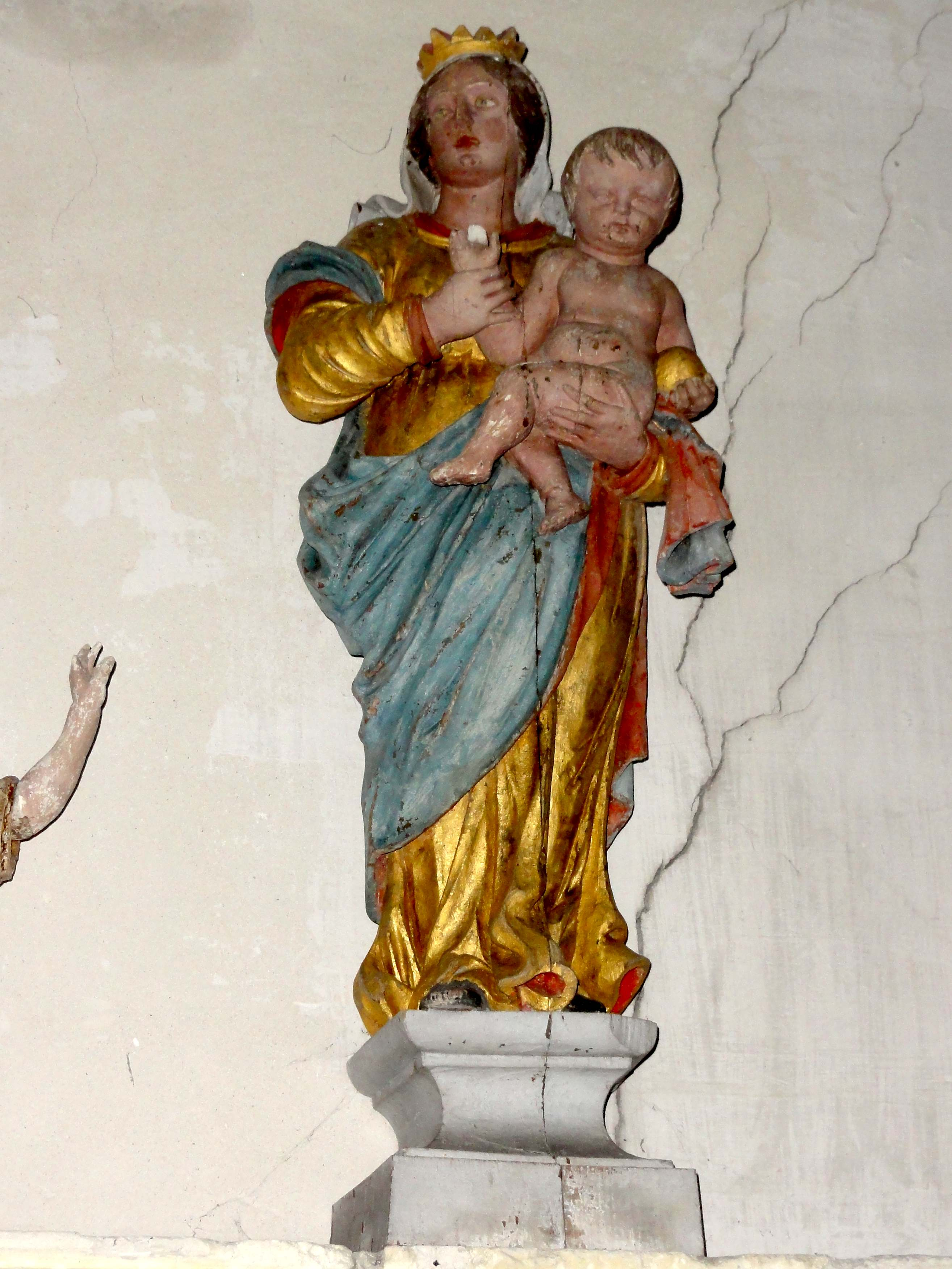
Vierge à l'Enfant.
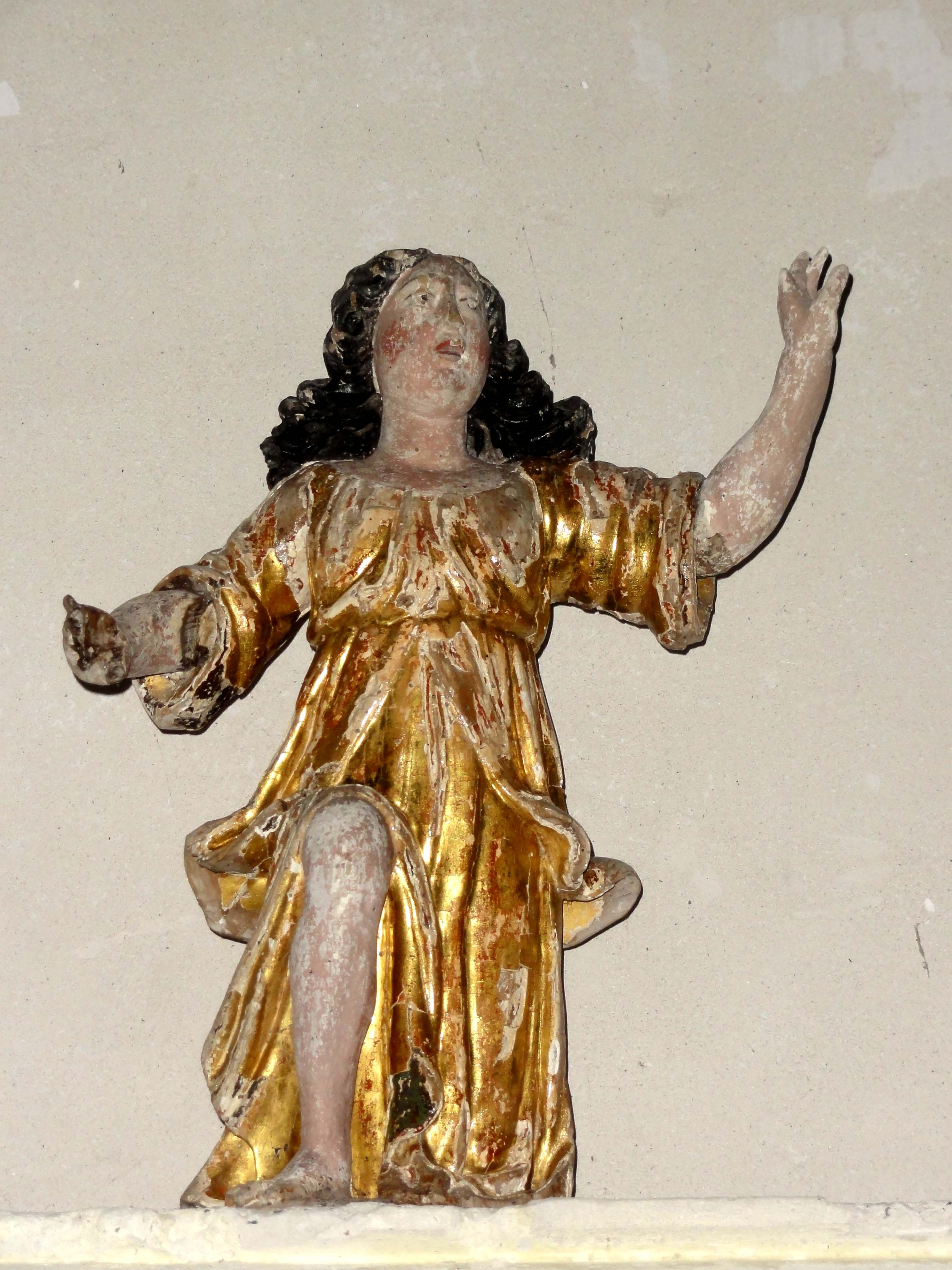
Ange adorateur.
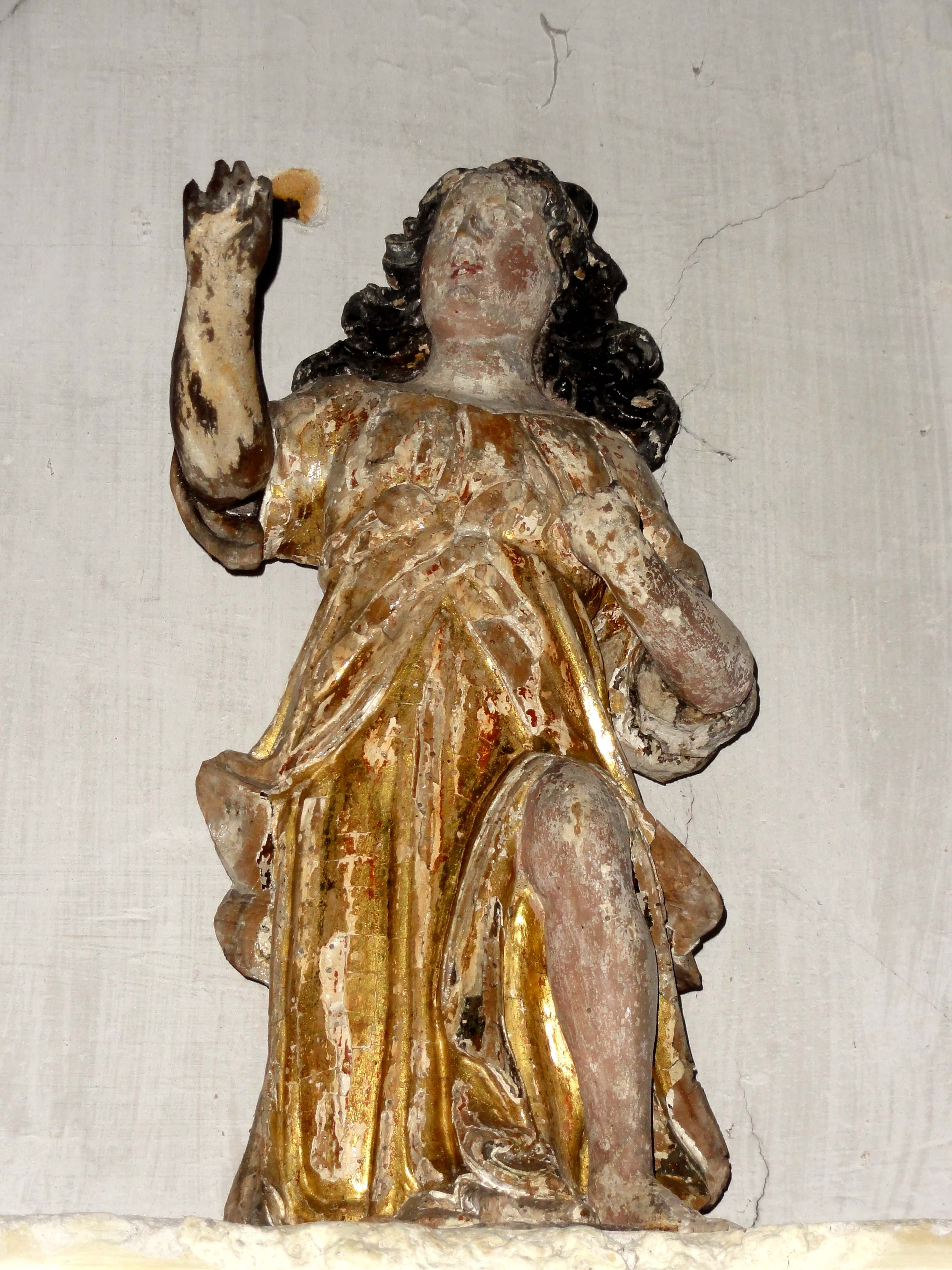
Ange adorateur.
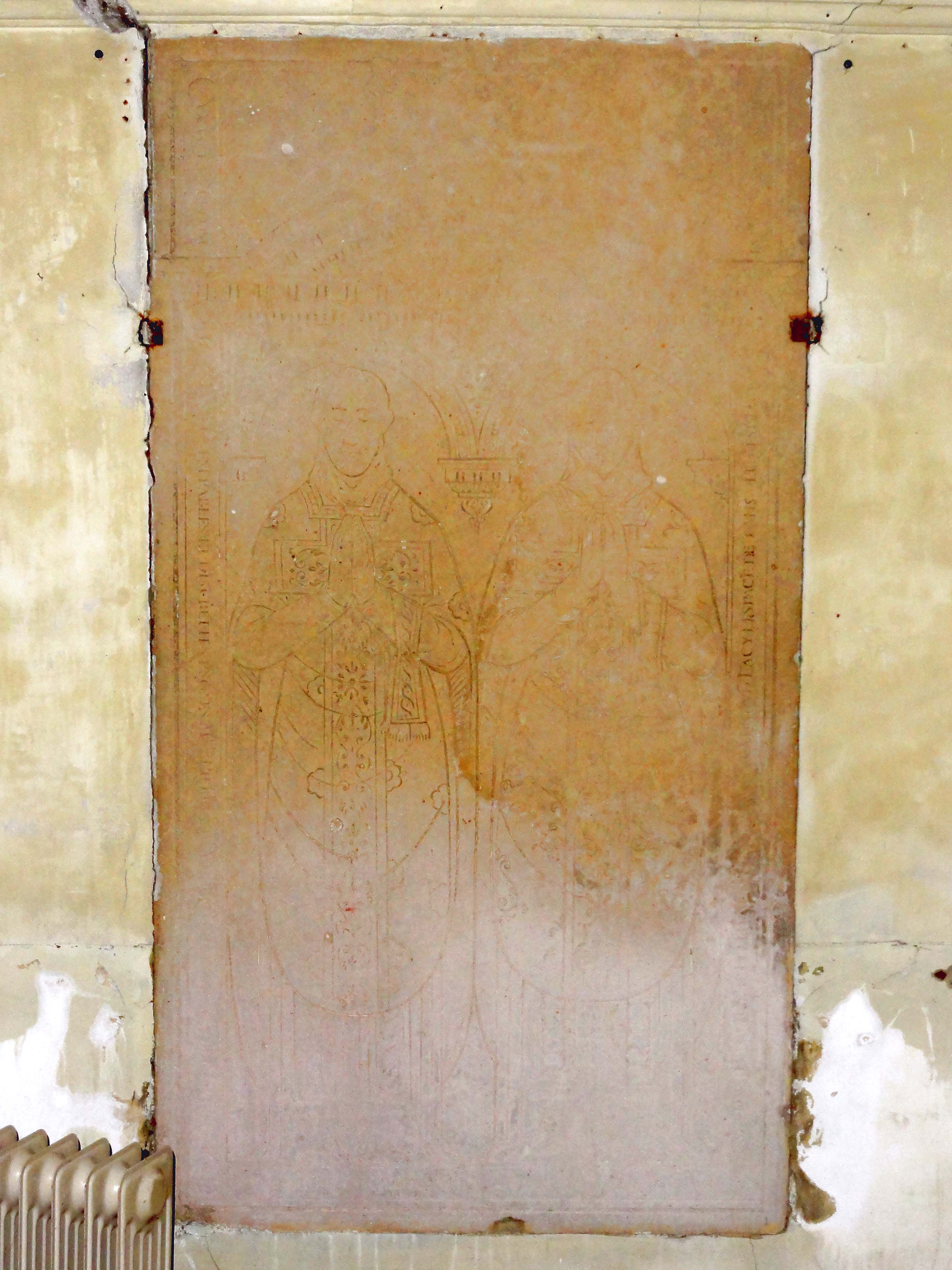
Dalle funéraire.